# Kid Congo Powers
Brian Tristan (La Puente, California, Estados Unidos; 27 de marzo de 1959) más conocido por su nombre artístico Kid Congo Powers, es un guitarrista y cantante de estadounidense Rock, es más conocido por ser miembro de las bandas The Gun Club, The Cramps y Nick Cave and the Bad Seeds. También ha jugado un papel importante con Divine Horsemen, Angels of Light, Die Haut y Knoxville Girls.
A partir de enero de 2015, el proyecto musical principal de Powers es la banda The Pink Monkey Birds.

## Primeros años
Nació el 27 de marzo de 1959 en La Puente en el estado de California, es un mexico-americano de segunda generación. Su influencia musical fue la banda de rock Thee Midniters originaria del sur de California. En 1976 fue presidente del club de fans del grupo musical The Ramones y luego dirigió un fanzine para The Screamers.

## Carrera musical

### 1979-1987: The Gun Club y The Cramps
Después de viajar a Londres y Nueva York, regresó a Los Ángeles y en 1979 conoció a Jeffrey Lee Pierce. Pierce le enseñó a tocar la guitarra con afinación abierta y formaron The Creeping Ritual, que se convirtió en The Gun Club, pero dejó ese grupo antes de su debut discográfico y en su lugar se unió a la banda The Cramps con sede en Nueva York en diciembre de 1980.
Luego en 1983 se reincorporó al Gun Club brevemente para hacer gira con la banda en Australia el año siguiente y luego nuevamente entre 1985 y 1988.

### 1986-1996: Nick Cave y The Bad Seeds, y The Gun Club
En septiembre de 1986 se unió a Nick Cave y The Bad Seeds en la ciudad alemana deBerlín para grabar varios álbumes y realizar algunas giras correspondientes. Powers registró la Tender Prey y álbumes The Good Son con Cave y su banda, y dijo a principios de 2015 que amaba el elemento primordial del rock'n'roll del que tenían una firme comprensión. Durante abril de 1990 se decidió amistosamente con Nick Cave dejar The Bad Seeds y concentrarse en la banda The Gun Club que se había reunido con Jeffery Lee Pierce durante el tiempo de inactividad en 1989.

### 1997-2009: álbumes tributo a JLP, The Pink Monkey Birds yDracula Boots
Para su próximo proyecto, The Pink Monkey Birds, inicialmente colaboró con el guitarrista de la ciudad de Nueva York; Jack Martin. Luego en 2009 reclutó a Kiki Solis en el bajo, Ron Miller en la batería y Jesse Roberts en la guitarra y los teclados, la banda se mudó a In The Red Records y lanzó el aclamado álbum de estudio debut, Dracula Boots, que fue llamado un regreso a la forma.
Dracula Boots fue coproducido por Jason Ward y grabado en un antiguo gimnasio de secundaria en Harveyville, el álbum se compone de numerosos géneros, incluido el soul sureño, el rock chicano de los sesenta y las imágenes psicodélicas.

### 2010-presente:Gorilla Rose
En 2011 Kid Congo y The Pink Monkey Birds lanzaron su segundo álbum, Gorilla Rose que también estaba en el sello In The Red Records.
Regresaron a Australia por primera vez en 25 años, cuando realizó una gira con Bad Seeds de Cave-proyectar, a finales de enero de 2015. La banda tocó en el Festival de Melbourne y en el Festival de Sídney.
 

En una entrevista promocional para los shows australianos, Powers habló con respecto a su nueva banda:
Creo que Pink Monkey Birds evoca los mejores aspectos del rock'n'roll primitivo ... Líricamente, hablo en imágenes y desde un punto de vista muy sesgado, sea cual sea el tema. Todavía tengo la pasión y el incentivo para hacer música diferente, pero dentro de los límites de un lenguaje punk rock que la gente conocerá y entenderá. 
The Pink Monkey Birds, cuyo nombre Kid atribuye a la inspiración de David Bowie, ha sido una unidad en evolución desde sus primeros álbumes y desde 2016 los miembros de gira son el bajista Kiki Solis, el baterista Ron Miller y el guitarrista Mark Cisneros.

Kid Congo Powers fue perfilado por la revista Vogue a finales de abril de 2016 mientras promocionaba su cuarto álbum, donde se destacó por su icónico sentido del estilo punk. En su entrevista con Vogue, menciona la importancia estética de unir el aspecto de la banda para que coincida con la música.
Para mí, todo el arte de ser una banda, y creo que es un arte, es crear un mundo entero, un lenguaje completo, eso es cada aspecto. The Gun Club , lo inventamos sobre la marcha, pero lo que aprendí de The Cramps y Nick Cave & The Bad Seeds es que crearon un mundo sin concesiones, y todo surgió de eso. Quieres comunicarte con la gente, y creo que a través de toda la estética (obra de arte, apariencia y música) puedes conservar tu mundo y dejar que la gente entre en tu mundo y viva en tu mundo contigo.

## Discografía seleccionada
- 1981 The Cramps – Psychedelic Jungle
- 1984 The Cramps – Smell of Female
- 1984 The Gun Club – The Las Vegas Story
- 1987 The Gun Club – Mother Juno
- 1990 The Gun Club – Pastoral Hide y Seek
- 1991 The Gun Club – Divinity EP
- 1985 The Fur Bible EP
- 1988 Nick Cave and the Bad Seeds –Tender Prey
- 1990 Nick Cave and the Bad Seeds – The Good Son
- 1988 Barry Adamson – Moss Side Story
- 1998 Mark Eitzel – Caught in a Trap and I Can't Back Out 'Cause I Love You Too Much, Baby
- 2005 Kid Congo Powers – Solo Cholo
- 2006 Kid Congo y The Pink Monkey Birds – Philosophy and Underwear
- 2006 Madrugada – Live at Oslo Spektrum[DVD]
- 2009 Kid Congo y The Pink Monkey Birds – Dracula Boots
- 2011 Kid Congo y The Pink Monkey Birds – Gorilla Rose
- 2013 Kid Congo y The Pink Monkey Birds – Haunted Head
- 2016 Kid Congo y The Pink Monkey Birds – La Araña Es La Vida